# Dendrotriton kekchiorum
Dendrotriton kekchiorum es una especie de salamandra de la familia Plethodontidae. Es endémica de Guatemala. La especie esta amenazada por destrucción de hábitat.

## Distribución y hábitat
Su área de distribución se limita a la parte oriente de la Sierra de los Cuchumatanes en el departamento de Quiché. Su hábitat natural se compone de bosque nuboso. Su rango altitudinal oscila entre 2100 y 2690 m s. n. m..